# كولن كورتيس
كولن كورتيس (بالإنجليزية: Colin Curtis)‏ هو لاعب كرة قاعدة أمريكي، ولد في 1 فبراير 1985 في إساكوه في الولايات المتحدة.

## وصلات خارجية
- كولن كورتيس على موقع دوري كرة القاعدة الرئيسي (الإنجليزية)
- كولن كورتيس على موقعبيزبول رفرنس.كوم (الدوري الرئيسي) (الإنجليزية)
- كولن كورتيس على موقعبيزبول رفرنس.كوم (الدوري الثانوي) (الإنجليزية)
- كولن كورتيس على موقع إي إس بي إن.كوم (أم.أل.بي) (الإنجليزية)
- كولن كورتيس على موقع مشجعي الرسوم البيانية (الإنجليزية)